# Serner från Skåne

För alfabetisk efternamnslista, se Serner.  
Serner från Skåne är en svensk släkt som härstammar från åbon Nils Mårtensson, född 1816 i Särslövs socken i Skåne, och hans hustru Karna Jönsdotter, född 1819 i samma socken. De bodde i Hyphoffslyckan, Lund, där hon avled 1879 och han 1897. 
Deras son Jöns Nilsson antog namnet Serner och blev kyrkoherde i Lösens församling. Hans son Gunnar Serner blev författare under namnet Frank Heller. Bland Jöns Nilssons Serners ättlingar märks juristen Uncas Serner och dennes dotter Anna Serner som varit VD för Svenska Filminstitutet. Uncas Serners bror Håkan Serner var skådespelare och bland hans roller märks skomakaren i TV-serien Den vita stenen. En annan ättling är författaren Elsi Rydsjö.
Namnet Serner har också antagits av kyrkoherden Jöns Serners syster Gertruds barn och bland hennes ättlingar finns museiintendenten Gertrud Serner-Petrén.

## Stamtavla över kända personer
- Nils Mårtensson (1816–1897)
  - Gertrud Nilsson (1846–1918), gift med Nils Jönsson, tegelmästare
    - Jöns Jönsson Serner (1876–1946), ingenjör
      - Gertrud Serner-Petrén (1906–1996), museiintendent, gift med Sture Petrén, jurist och ambassadör

    - Elisabeth Serner (1880–1946), gift med Josua Tillgren, professor

  - Jöns Nilsson Serner (1848–1932), kyrkoherde
    - Gunnar Serner (1886–1947), författare under pseudonymen Frank Heller
    - Signe Serner (1888–1966), gift med Daniel Rydsjö, folkskollärare, författare och översättare
      - Lennart Rydsjö (1915–1986), författare
      - Elsi Rydsjö (1920–2015), författare

    - Arvid Serner (1890–1940), lektor
      - Uncas Serner (1931–1982), jurist
        - Anna Serner (född 1964), jurist och tidigare VD för Svenska Filminstitutet

      - Håkan Serner (1933–1984), skådespelare, gift med konstnären Gunilla Serner 1956–1961.